# Екологічний поріг
Екологічний поріг (англ. Ecological threshold) — це точка, в якій відносно невелика зміна або порушення зовнішніх умов спричиняє швидкі зміни в екосистемі. Коли екологічний поріг пройдено, екосистема вже не зможе повернутися до свого стану завдяки властивій їй стійкості. Перетин екологічного порогу часто призводить до швидкої зміни стану здоров’я екосистеми. Екологічний поріг являє собою нелінійність реакцій в екологічних або біологічних системах на тиски, спричинені діяльністю людини або природними процесами . Критичне навантаження, зсув режиму, критичний перехід і переломна точка є прикладами інших тісно пов’язаних термінів.

## Характеристика
Порогові значення можна схарактеризувати як точки або як зони. Зональні пороги передбачають поступовий зсув або перехід з одного стану в інший, а не різку зміну в конкретній точці . Екологічні пороги привернули увагу, оскільки багато випадків катастрофічного погіршення умов виявилося важким або майже неможливим для виправлення (також відомим як пункти неповернення). Екологічне зникнення є прикладом остаточної точки неповернення.
Екологічні пороги часто характеризуються гістерезисом, що означає залежність стану системи від історії її стану. Навіть коли зміна не є незворотною, шлях повернення зі зміненого у вихідний стан може кардинально відрізнятися від розвитку, що веде до зміненого стану.
Ще одне пов’язане з цим поняття — панархія. Панархія розглядає поєднані природно-людські системи як масштабний набір адаптивних циклів, що відображають динамічну природу людських та природних структур у часі та просторі. Раптові зміни в стані екосистеми можуть спричинити зміни в розумінні людиною способу управління системами. Ці зміни, своєю чергою, можуть змінити інституції, які здійснюють таке управління, і як результат, деякі нові зміни відбуваються в екосистемах.

## Виявлення
Існує багато різних типів порогових значень, і виявлення виникнення порогового значення не завжди є простим. Одним із підходів є обробка часових рядів, які, як вважають, відображають зсув, щоб визначити можливий стрибок. Розроблені методи посилення та локалізації стрибків .

## Приклади
Деякі приклади екологічних порогів, такі як чисті озера, що перетворюються на каламутні, добре задокументовані, але існує і багато інших. База даних порогових значень  Альянсу стійкості та Інституту Санта-Фе включає понад сто прикладів.